# Mina (Amadora)
Mina ist eine portugiesische Gemeinde (Freguesia) im Kreis Amadora. In ihr leben 18.030 Einwohner (Stand 30. Juni 2011).